# Matilda Bölcs
Matilda Bölcs (Sambotel, 1949.) je hrvatska književnica iz Mađarske, a rodom je iz sela Hrvatskog Židana. Piše pjesme na čakavštini.

Docentica je na Katedri za hrvatski jezik i književnost na Pedagoškom fakultetu u Subotištu (Sambotel, Szombathely).

Aktivirala se i u političkom radu te je među ostalim i dužnosnica je organizacija gradišćanskih Hrvata i Hrvatske državne samouprave u Mađarskoj.
Najveću je pozornost skrenula na sebe svojom zbirkom Jantarska ciesta, koja joj je priskrbila i pridjeve "najintelektualnije pjesnikinje" (Stjepan Lukač).

Sudionicom je Susreta pjesnika hrvatskih manjina s pjesnicima u Republici Hrvatskoj.

Urednica je Riječi, hrvatskog književnog časopisa.

## Nagrade
Za svoje stihove je na Susretu riječi u Bedekovčini, osvojila drugo mjesto 1997. za stihove na čakavskom narječju.

## Djela
- Jantarska ciesta, zbirka pjesama, 1992.

Neke pjesme su joj ušle u antologiju hrvatske poezije u Mađarskoj 1945. – 2000. urednika Stjepana Blažetina Rasuto biserje. 
Svojim djelima je ušla u antologiju Pjesništvo gradišćanskih Hrvata = Poemaro de Burglandaj Kroatoj, urednika Đure Vidmarovića i Marije Belošević i u antologiju Pjesništvo Hrvata u Mađarskoj = Poemaro de kroatoj en Hungario, urednika Đure Vidmarovića, Marije Belošević i Mije Karagića.

## Vanjske poveznice
- Kolo  Arhivirana inačica izvorne stranice od 28. rujna 2012. (Wayback Machine) Zoltán Virág: Varijante narod(nos)nih identiteta
- Országos Idegennyelvű Könyvtár - Katalógus  Arhivirana inačica izvorne stranice od 8. siječnja 2008. (Wayback Machine) Horvát kiadványok
- Hrvatski glasnik  Arhivirana inačica izvorne stranice od 6. lipnja 2007. (Wayback Machine) (PDF) 1,5 MB
- Književni krug Reči Rieč, poezija, proza, književnost[neaktivna poveznica] Matilda Bölcs
- Sanja Vulić[neaktivna poveznica] (PDF), 252KB
- Neven  Arhivirana inačica izvorne stranice od 16. rujna 2008. (Wayback Machine) (PDF), 592KBStjepan Lukač: Riječ/i, Rič/i, Reč/i - ostalo je mukla tišina
- (mađ.) croatica.hu  Arhivirana inačica izvorne stranice od 21. prosinca 2008. (Wayback Machine) A magyarországi horvátok irodalma 1945-től napjainkig ]
- (srp.) Petar Milošević  Arhivirana inačica izvorne stranice od 2. lipnja 2008. (Wayback Machine) Razdoblja srpske i hrvatske književnosti u Mađarskoj
- Oktatási és Kulturális Minisztérium  Arhivirana inačica izvorne stranice od 1. lipnja 2010. (Wayback Machine) Okvirni program hrv. jezika i književnosti za dvojezične škole - Djelatnost suvremenih književnika